# 川崎市立中原中学校
川崎市立中原中学校（かわさきしりつ なかはらちゅうがっこう）は、神奈川県川崎市中原区小杉陣屋町にある公立中学校。中中（なっちゅう）と略称される。

## 概要
戦後間もない1947年に開校。等々力緑地や多摩川等の自然に囲まれ、地元では校風の穏やかな中規模校として知られる。
学校教育目標として以下のテーマと5つの項目を挙げている。
自主自立の精神を養う。
1. 自ら学ぶ力を身につけよう
2. 互いを認め尊重し合おう
3. 広く社会に目を向けよう
4. 社会性を身につけよう
5. 健康な生活を心がけよう

## 死亡事件
2000年8月21日、野球部の男子部員（当時2年生）が練習中に熱中症で死亡。両親が指導方法に過失があったとして神奈川県中原署に告訴状を提出。
2001年7月、中原署は、顧問を業務上過失致死の疑いで書類送検。横浜地方検察庁川崎支部は野球部顧問だった男性教師（当時40歳）を業務上過失致死罪で40万円の罰金刑を言い渡した。

## 沿革
- 1947年5月6日 - 開校
- 1947年11月5日 - 校章制定
- 1951年9月20日 - 校旗制定

## 通学区域
- 小杉陣屋町1丁目・2丁目
- 小杉町 1丁目・2丁目
- 上丸子
- 上丸子天神町
- 上丸子八幡町
- 上丸子山王町 1丁目・2丁目
- 新丸子町
- 新丸子東 1丁目・2丁目・3丁目
- 等々力1番1号・19番～20番1号
- 丸子通 1丁目・2丁目

## 進路
進学先公立高等学校としては、旧川崎南部学区に立地する高校およびJR南武線、東急東横線沿線の各校が想定される。
- 旧川崎南部学区
  - 神奈川県立川崎高等学校
  - 神奈川県立新城高等学校
  - 神奈川県立住吉高等学校
  - 川崎市立川崎高等学校
  - 川崎市立橘高等学校
  - 神奈川県立大師高等学校
- JR南武線沿線
  - 神奈川県立多摩高等学校
- 東急東横線沿線
  - 神奈川県立港北高等学校
  - 神奈川県立神奈川工業高等学校
  - 神奈川県立神奈川総合高等学校
  - 神奈川県立横浜平沼高等学校
  - 神奈川県立横浜翠嵐高等学校

## 交通
- 東急東横線新丸子駅徒歩10分
- JR南武線武蔵小杉駅 徒歩15分

## 有名人
○ 教員
- 中村純子 - 東京学芸大学教育学部准教授

○ 生徒
- 浜美枝 - 女優
- 近藤義之 - 元プロ野球選手、近鉄、南海
- 風間トオル
- 戸沼智貴 - 立師(殺陣師)